# Ладлов Ґріском
Ладлов Ґріском (англ. Ludlow Griscom; 17 червня 1890 — 28 травня 1959) був американським орнітологом, відомим як піонер польової орнітології. Його акцент на ідентифікації вільно літаючих птахів за польовими ознаками став широко прийнятим професіоналами та аматорами. Багато хто називав його «деканом птахолюбів».

## Ранні роки та сім'я
Ґріском народився в Нью-Йорку, син Клемента Актона Ґріскома-молодшого та Женев'єв Спріґґ Ладлов. Дід Ладлова, Клемент Актон Ґріском-старший, був відомим торговцем і керівником судноплавної компанії. Його дід по материнській лінії, Вільям Ладлов, відзначився на військовій службі. Родовід родини Ґріскомів ведеться від Томаса Ллойда, лікаря 17-го століття в Пенсільванії.
Найстарший з трьох дітей, Ладлов Ґріском, мав сестру Джойс, яка померла в дитинстві, та брата Актона. Ладлов зацікавився птахами ще хлопчиком, у 8-річному віці. У 1907 році він зустрів подібних ентузіастів природи, вступивши до Ліннеївського товариства Нью-Йорка.
У 1912 році Ґріском здобув ступінь бакалавра юридичних наук у Колумбійському університеті. Попри початковий опір з боку батьків, він вступив до Корнелльського університету на орнітологію, навчаючись у Артура А. Аллена. Луї Аґассіс Фуертес був одним з його сусідів, і вони стали добрими друзями. Магістерська робота Ґріскома була про польову ідентифікацію качок східної частини Сполучених Штатів, і він здобув ступінь магістра в Корнелльському університеті в 1915 році. Він викладав там і в Університеті Вірджинії та далі навчався в докторантурі. Однак фінансові труднощі завадили йому здобути цей ступінь, хоча його батько зрештою погодився на його вибір кар'єри.
Ґріском одружився з Едіт Самнер Слоун 14 вересня 1926 року; у подружжя було троє дітей: Едіт Рапалло, Ендрю та Джоан Ладлов. Ґріском був захопленим оперним та концертним глядачем, а також добре грав на піаніно.

## Кар'єра

### Музейна робота
У 1916 році Ґріском став співробітником Американського музею природної історії (AMNH) у Нью-Йорку, спочатку у відділі іхтіології, де він був співавтором однієї статті про риб разом із Джоном Тредвеллом Ніколсом. Наступного року він перейшов до відділу мамології та орнітології, де працював на Френка Чепмена, куратора відділу птахів. Спочатку Ґріском звертався до Чепмена за порадами щодо кар'єри, але пізніше стосунки між ними стали напруженими. Через блокування подальшого просування по службі Ґріском залишив посаду помічника куратора орнітології у 1927 році.
Того ж року Ґріском переїхав до Бостона, щоб стати куратором-дослідником зоології в Музеї порівняльної зоології (MCZ) Гарвардського університету, де, окрім свого наукового внеску, виявився ефективним та працьовитим адміністратором. Він тісно співпрацював з Томасом Барбуром, директором музею, з яким мав теплі стосунки; після смерті Барбура в 1946 році Ґріском звітував перед новим директором, Альфредом Ромером. У 1948 році Ґріскома призначили орнітологом-дослідником. Однак вік та погіршення здоров'я Ґріскома після інсульту в 1950 році, призвели до його виходу на пенсію в 1955 році.

### Військова служба в час Першої світової війни
Під час Першої світової війни Ґріском служив другим лейтенантом (2LT) в армії Сполучених Штатів у Психологічному підрозділі військової розвідки, що входив до складу Американських експедиційних сил (AEF) у Франції. Працюючи під керівництвом капітана Гебера Бланкенгорна, піонера військово-психологічних операцій США (PSYOP), Ґріском зробив внесок в одну з найперших організованих ініціатив PSYOP. Його обов'язки включали розробку та розповсюдження пропагандистських матеріалів, листівок, поширюваних за допомогою водневих повітряних кульок з метою впливу на німецьких солдатів та цивільне населення.
Ґріском, разом зі своїми колегами-офіцерами з PSYOP, такими як 1-й лейтенант Чарльз Мерц та 2-й лейтенант Джордж Іффт II, які були одними з перших офіцерів PSYOP армії США, був розгорнутий на передових позиціях поблизу Вердена, де він пережив бойові умови, зокрема артилерійські обстріли. Навіть серед небезпек Західного фронту пристрасть Ґріскома до орнітології не зникла. У листі додому він описав спостереження за європейськими видами птахів, включаючи жайворонків та співочих пташок, якими він захоплювався, намагаючись відволіктися від хаосу війни. Ці спостереження, ймовірно, вплинули на його післявоєнні орнітологічні пошуки.
Ця рання робота PSYOP, яку очолював Бланкенгорн, заклала основу для сучасних методів психологічної війни у США. Після звільнення у лютому 1919 року, після смерті батька, Ґріском повернувся до Сполучених Штатів і відновив свою орнітологічну кар'єру.

### Професійні організації та пов'язана з ними робота
Ґріском підтримував високий рівень активності в кількох професійних організаціях. Він вступив до Американської спілки орнітологів (AOU) у 1908 році та отримав дійсне членство цієї спілки у 1925 році. Коли організація змістила фокус з музейних колекцій на вивчення живих птахів, він зробив свій внесок у її перетворення, використовуючи свої ідеї та таланти. Він був обраний до Фінансового комітету в 1934 році, а пізніше працював у раді, підкомітеті з фауністики та інших комітетах.
Участь Ґріскома в AOU не обійшлася без суперечностей. Часом він критикував певні методи та засоби AOU, які вважав старомодними, зокрема роботу Комітету з контрольних списків; до складу комітету в 1940-х роках входили Александр Ветмор та Джеймс Лі Пітерс. Пітерс, який також був колегою Ґріскома в MCZ, багато в чому був антиподом Ґріскома: він тихо працював у музеї, поки Ґріском привертав увагу своїми швидкими польовими ідентифікаціями.
Прибувши до Бостона в 1927 році, Ґріском приєднався до Орнітологічного клубу Натталла, групи орнітологів з обмеженим членством, яка в певному сенсі була попередником AOU.  У 1930 році його обрали скарбником (після Чарльза Фостера Батчелдера), згодом призначили членом ради й обіймав посаду президента з 1952 року. Він виступив із майже 50 доповідями на регулярних засіданнях клубу під час своїх різних польових поїздок, багато з них про місцеве поширення та міграцію птахів. Як і в AOU, він наголошував на ідентифікації птахів за польовими ознаками, а не за зразками, а протоколи засідань організації були розширені, щоб вмістити його нотатки про актуальні спостереження.
Також у 1927 році Ґріском став асоційованим членом Музею природної історії Нової Англії, який спонсорувався Бостонським товариством природної історії. У 1937 році він став головою Бюджетного комітету Товариства та взяв на себе більше адміністративних та фінансових обов'язків. До 1940-х років музей переживав фінансові труднощі, і Ґріском (тепер член ради опікунів) працював з новим директором Бредфордом Вошберном, щоб виправити ситуацію. У суперечливому кроку Ґріском організував продаж частини книг Товариства (багато з яких були дублікатами в районі Бостона), і значна частина бібліотеки пішла до Університету Південної Каліфорнії. Наприкінці десятиліття Вошберн і Ґріском усвідомили необхідність розширення кількості відвідувачів музею. Вони реорганізували установу як Бостонський музей науки, і з Ґріскомом на посаді президента новий музей відкрив свої двері в 1951 році.
На національній арені Ґріском став важливим членом Національного товариства Одюбона (NAS) як на редакційній, так і на виконавчій посаді. Він був редактором-співробітником журналу Audubon Magazine та заступником редактора Audubon Field Notes. Він увійшов до ради директорів, а потім у 1944 році став головою, лишаючись ним до 1956 року. Протягом цього періоду він працював над уточненням та запровадженням спрямування організації на питання охорони природи, вході розширення членської бази оізі.
Ближче до дому, Ґріском брав активну участь у роботі Массачусетського товариства Одюбона (Mass Audubon), публікуючи статті, рецензії на книги та звіти про спостереження у їхньому Бюлетені. Він дев'ять років був директором організації.

### Польова орнітологія та спостереження за птахами
Польова робота Ґріскома включала численні подорожі по Сполучених Штатах та кілька експедицій до Центральної та Південної Америки. Для AMNH він працював у Нікарагуа в 1917 році. У 1923 році він досліджував півострів Ґаспе в Квебеку, збираючи ботанічні зразки, а також спостерігаючи за птахами. Він очолив експедицію до Панами в 1924 році; члени групи описали п'ятнадцять нових видів птахів, а сам він опублікував описи волоханя панамського та зеленника такаркунського. У 1925 році Ґріском був частиною команди під керівництвом Ґреґорі Мейсона та Герберта Спіндена, яка збирала зразки для AMNH у Британському Гондурасі, на півострові Юкатан та острові Косумель. Разом з Монселлом Кросбі він відвідав Перлинні острови біля узбережжя Панами в 1927 році та Гватемалу в 1930 році. В результаті подорожі до Гватемали Ґріском назвав два нові види: нелітаючу пірникозу гватемальську (нині вимерлу) та (разом з Джонатаном Двайтом) москверо-чубаня рудоволосого.
Ладлов Ґріском допоміг утвердити широко поширену нині думку, що птахів можна надійно ідентифікувати «в полі», відзначаючи польові ознаки (характерне оперення, поведінку тощо, які можна розгледіти здалеку), а не за зразком «в руці» (наприклад, шляхом виловлювання або полювання). Розповідають, що, бувши молодим орнітологом приблизно двадцяти років, він вразив старших орнітологів, коли візуально ідентифікував самку пісняра-лісовика рудощокого, і тоді підтвердив свою ідентифікацію, застреливши птаха. Талант Ґріскома перевів науку від використання дробовика до використання бінокля. Незалежно від того, чи є історія про пісняра-лісовика цілком правдивою, Ґріском справді вмів швидко ідентифікувати птахів візуально, використовуючи діагностичні ознаки, вперше вивчені під час його музейної роботи, і він вплинув на інших орнітологів та птахолюбів, щоб вони використовували ті самі методи. Пізніше у своїй кар'єрі він писав:
Те, що люди зараз можуть робити, миттєво розпізнаючи велику кількість птахів за співом, нотками, траєкторією польоту, формою тощо, навіть не розглядаючи їхніх кольорів, здається непосвяченим абсолютно казковим, а поколінням раніше це було оголошено категорично неможливим… Наскільки мені відомо, битва за записи спостережень та польову ідентифікацію живих птахів виграна, і не залишилося жодної реальної суперечки щодо того, яких птахів можна розпізнати живими та за яких умов це розпізнавання можна використовувати в наукових дослідженнях.
Це не означає, що Ґріском ніколи не збирав зразки, оскільки він безперечно робив це під час своїх латиноамериканських експедицій. У США, за його оцінками, він збирав одного птаха на рік між 1928 і 1945 роками, і мав дозвіл на наукове колекціонування до 1955 року.
Ґріском також не сприймав записи спостережень безкритично, вважаючи себе поміркованим у цьому плані. Хоча він заохочував аматорів займатися спостереженням за птахами як видом спорту, він вважав багато опублікованих непрофесіоналами звітів про спостереження якихось пташок явним сміттям для наукової літератури. У своїй книзі «Птахи регіону Нью-Йорка» (1923) він використовував лише ті записи спостережень, які вважав надійними, і проводив тонку різницю між простим повідомленням про спостереження та прийняттям його як свідчення.
Однак Ладлова Ґріскома найкраще пам'ятатимуть за його активну участь та просування зростаючої практики спостереження за птахами на око та на слух, а також спостереження за птахами як своєрідного спорту. Його перший різдвяний підрахунок птахів відбувся у 1908 році, і він організував підрахунки в районі Бостона. Він вів особисті списки за життя та роки: загальна кількість видів, яких він особисто зареєстрував у Північній Америці до 1939 року, становила 640. Але його особливою пристрастю були «Великі дні» — дружнє змагання, в якому команда орнітологів прочісує район, маючи намір знайти та ідентифікувати якомога більше видів птахів протягом 24 годин. Визначний одноденний підрахунок Ґріскома у прибережному Массачусетсі склав 160 видів.
«Птахи Нью-Йоркського регіону» Ґріскома та його праці з фауністики птахів Массачусетсу були серед перших книг у новому жанрі: посібників зі пошуку птахів, а не посібників з ідентифікації. Працюючи зі зростаючим обсягом спостережень досвідчених спостерігачів, Ґріском надав у цих книгах детальну інформацію про те, де саме можна знайти птаха в регіоні (наприклад, у певному парку чи на пляжі), в яку пору року (наприклад, під час весняної міграції) та в якій кількості.
Під час підготовки цих робіт Ґріском частково спирався на власні записи. З 1907 року і до кінця свого життя Ґріском переписував свої польові нотатки, зроблені під час подорожей по Сполучених Штатах і за кордон, у набір великих журналів обліку. Він записував ідентифікаційні дані кожного виду птахів, приблизну кількість птахів, спостережувану поведінку та відзначав погодні умови. Зібрані шістнадцять томів цих журналів знаходяться в колекції музею Пібоді в Ессексі.
У польових умовах друзі та студенти пам'ятають Ґріскома за його віртуозністю у визначенні птахів, ентузіазмом та гострим почуттям гумору, а також за великим задоволенням, яке він приносив, навчаючи інших радості спостереження за птахами. Ймовірно, його найвидатнішим супутником у польових поїздках був президент Франклін Д. Рузвельт, який супроводжував Ґріскома в поїздці округом Датчесс, штат Нью-Йорк, у 1942 році.

### Протеже
Можна стверджувати, що найважливішим внеском Ладлова Ґріскома в орнітологію та охорону природи був його вплив на Роджера Торі Петерсона, що призвело до першого видання «Польового довідника птахів» Петерсона в 1934 році. Ґріском перевірив малюнки Петерсона на прохання видавця книги, Houghton Mifflin, підтвердивши, що зображення містять правильні деталі, які можна використовувати для ідентифікації птахів у польових умовах. Сам Петерсон писав, що його польові довідники зазнали «глибокого впливу» вчення Ґріскома.
Протягом років навчання в Нью-Йорку Ґріском став викладачем у групі, відомій як «Клуб птахів округу Бронкс», серед членів якої були Петерсон, Аллан Крукшанк та Джозеф Дж. Гікі. Під час навчання в Гарварді він був дорадником новачка Чандлера Роббінса.
Ладлов Ґріском також був наставником Аллена Морґана, пізнішого директора Массачусетського товариства Одюбона.

### Ботаніка
Додатковою сферою інтересів Ґріскома була ботаніка. На початку 1920-х років він відвідав Ньюфаундленд і Квебек у складі кількох експедицій, здебільшого під керівництвом Меррітта Ліндона Фернальда. Він мав близько 40 000 гербарних аркушів рослин у власному гербарії та в гербарії Ґрея в Гарварді.

### Полювання
Ладлов Ґріском також захоплювався полюванням на качок як видом спорту. Як і в інших галузях, його думки щодо правил полювання на дичину були поміркованими. Він позитивно писав про практику полювання на дичину у Великій Британії; пропонував зменшити видачу мисливських ліцензій для нерезидентів; та виступав за заборону полювання на качок на обмежений період часу, щоб птахи не ставали осілим та щоб не знижувалась якість дичини.

### Збереження
Зі своєї позиції видатного орнітолога та керівника таких організацій, як NAS, Ґріском був активістом у питаннях охорони природи, особливо тих, що стосувалися узбережжя Массачусетсу та Атлантичного міграційного шляху. Він наголошував на збереженні середовища існування (як місць розмноження, так і зимівлі) та просвіті серед громадськості, щоб природоохоронці, спортсмени, виборці та політики могли приймати обґрунтовані рішення; він дотримувався шляху поміркованості та компромісу. У 1923 році він виступав проти спроби розширення полювання на Мартас-Він'ярд, який би створив тиск на популяції дуже пригніченого тетерука вересового. У 1940-х роках він лобіював урядовців, серед яких був його друг Айра Н. Ґабріельсон, на підтримку федерального збереження середовищ існування. Зокрема, він виступав за захист двох природних територій, які стали Національним заповідником дикої природи Мономой та Національним заповідником дикої природи Паркер-Рівер, який охоплює більшу частину бар'єрного острова Плам-Айленд.

## Пізніше життя і смерть

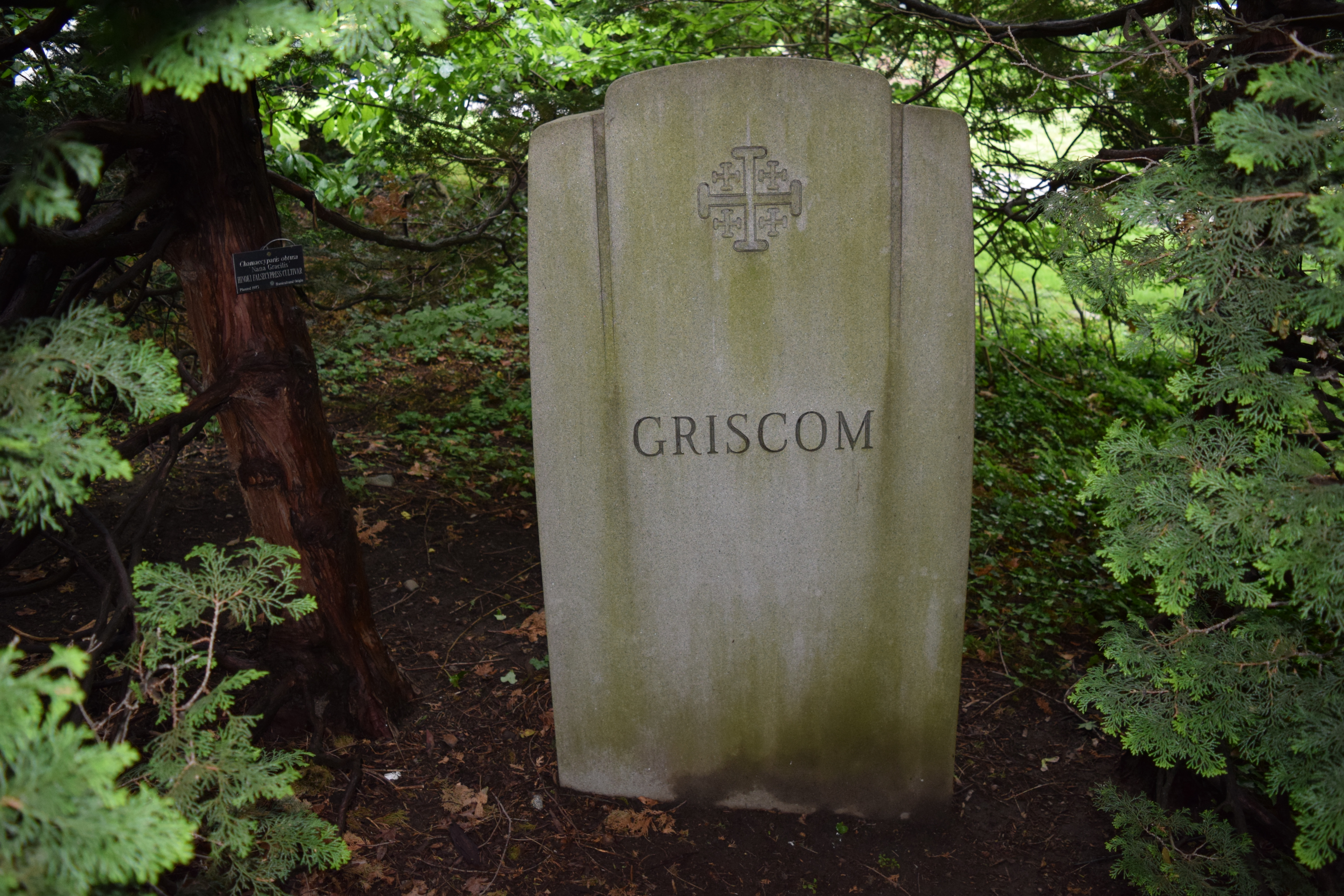
Надгробний пам'ятник Ладлова та Едіт Слоун Ґріском, обрамлений рослиною Hinoki False Cypress, цвинтар Маунт-Оберн, штат Массачусетс.

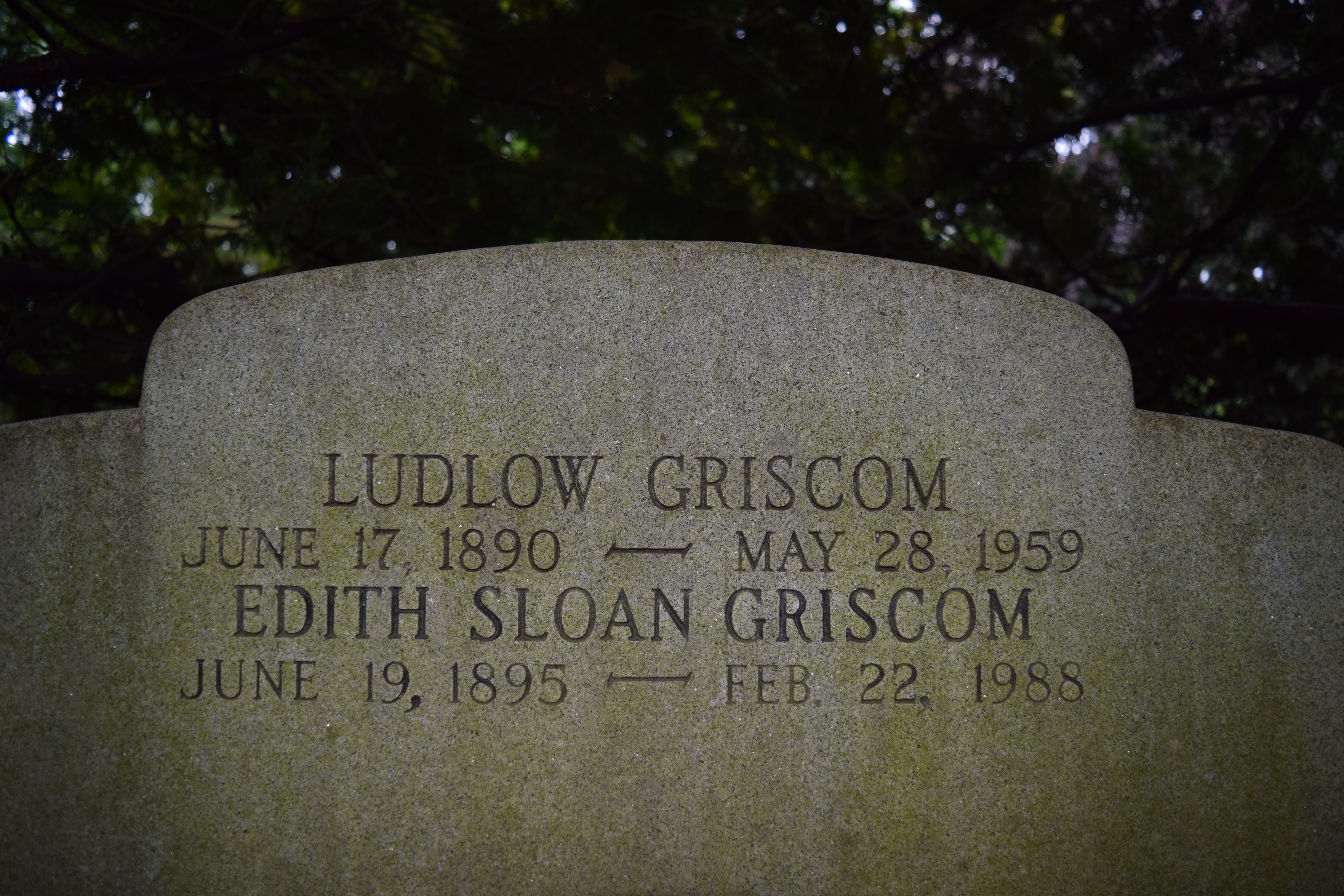
Зворотний бік надгробного пам'ятника Ладлова та Едіт Слоун Ґріском.

У Ладлова Ґріскома стався перший інсульт у 1950 році, спричинивши десятилітній період погіршення здоров'я. Він вийшов на пенсію з Гарварду та MCZ у 1955 році. Зі ввічливості та на знак визнання його багаторічної служби вченого обрали президентом AOU у 1956 році; втім, він негайно пішов у відставку, а його наступником став Ернст Майр. Попри пізніші повторні інсульти, Ґріском і далі спостерігав за птахами та записував свої спостереження, зробивши останній запис у щоденнику 14 травня 1959 року. 28 травня він помер у Кембриджі, штат Массачусетс. Ґріском похований на кладовищі Маунт-Оберн.

## Визнання
Ладлов Ґріском був членом Американської асоціації сприяння розвитку науки. Він отримав медаль за охорону природи від Національного товариства Одюбона в 1956 році, і того ж року його призначили почесним президентом організації. Массачусетський Одюбон назвав дослідницьку станцію у своєму заповіднику дикої природи Веллфліт-Бей на його честь. У Національному заповіднику дикої природи Паркер-Рівер «декана птахолюбів» вшановують бронзовою табличкою, встановленою на п'ятитонному гранітному валуні поблизу болота Геллкет.
У 1980 році Американська асоціація спостереження за птахами заснувала на його честь премію імені Ладлова Ґріскома. Спочатку вона призначалася для визнання «видатного внеску у досягнення успіху в польових спостереженнях за птахами», тепер вона має назву «Видатний внесок у регіональну орнітологію» та «вручається особам, які значно просунули стан орнітологічних знань у певному регіоні».

## Цитати
- «Не потрібно стріляти в птаха, щоб знати, що це було».

## Вибрані публікації
- - Nichols, John T., and Ludlow Griscom. 1917. «Fresh-water Fishes of the Congo Basin Obtained by the American Museum Congo Exhibition, 1909—1915», Bulletin of the American Museum of Natural History 37:653–756.
  - Griscom, Ludlow. 1922. «Problems of Field Identification», The Auk 39:31–41.
  - Griscom, Ludlow. 1922. «Field Studies of the Anatidae of the Atlantic Coast, Part I», The Auk 39:517–530.
  - Griscom, Ludlow. 1923. Birds of the New York City Region. Handbook series no. 9. American Museum of Natural History, New York, N.Y. 400 pp.
  - Griscom, Ludlow. 1923. «Field Studies of the Anatidae of the Atlantic Coast, Part II», The Auk 40:69–80.
  - Griscom, Ludlow. 1932. «The Distribution of Bird-life in Guatemala», Bulletin of the American Museum of Natural History 64:1–439.
  - Griscom, Ludlow. 1933. «The Birds of Dutchess County, New York from Records Compiled by Maunsell S. Crosby,» Transactions of the Linnaean Society of New York 3:1–184.
  - Griscom, Ludlow. 1934. «The Ornithology of Guerrero, Mexico,» Bulletin of the Museum of Comparative Zoology 75:367–422.
  - Fernald, Merritt L., and Ludlow Griscom. 1935. «Three Days of Botanizing in Southeastern Virginia,» Contributions from the Gray Herbarium of Harvard University 107:129–157, 167—189.
  - Griscom, Ludlow. 1935. «The Ornithology of the Republic of Panama,» Bulletin of the Museum of Comparative Zoology 78:261–382.
  - Griscom, Ludlow. 1936. «Modern Problems of Field Identification,» Bird-Lore 38:12–18.
  - Fernald, Merritt L., and Ludlow Griscom. 1937. «Notes on Diodia,» Rhodora 39:306–308.
  - Griscom, Ludlow. 1937. «A Monographic Study of the Red Crossbill,» Proceedings of the Boston Society of Natural History 11:77–210.
  - Griscom, Ludlow, and J. C. Greenway, Jr. 1941. «Birds of Lower Amazonia,» Bulletin of the Museum of Comparative Zoology 88:81–344.
  - Griscom, Ludlow. 1945. Modern Bird Study. Harvard University Press, Cambridge, Massachusetts 190 pp.
  - Griscom, Ludlow. 1946. «Fifty Years of Conservation,» Bulletin of the Massachusetts Audubon Society 30:65–72.
  - Griscom, Ludlow. 1948. «Duck Shooting Can Be Saved,» Field and Stream 52(9):22–23, 83–85.
  - Griscom, Ludlow, and Edith V. Folger. 1948. The Birds of Nantucket. New England Bird Studies I. Harvard University Press, Cambridge, Massachusetts 156 pp.
  - Griscom, Ludlow. 1949. The Birds of Concord: A Study in Population Trends. New England Bird Studies II. Harvard University Press, Cambridge, Massachusetts 340 pp.
  - Griscom, Ludlow. 1950. «Distribution and Origin of the Birds of Mexico,» Bulletin of the Museum of Comparative Zoology 103:341–382.
  - Griscom, Ludlow, introduction and text for 288 plates. 1950. Audubon's Birds of America, Popular Edition. Macmillan, New York, N.Y. 320 pp. ISBN 978-1-135-15875-0.
  - Friedman, Herbert, Ludlow Griscom, and Robert T. Moore. 1950. «Distributional Check-list of the Birds of Mexico, Part I», Pacific Coast Avifauna 29. Cooper Ornithological Club, Berkeley, Calif. 202 pp.
  - Griscom, Ludlow, and Dorothy Eastman Snyder. 1955. The Birds of Massachusetts: An Annotated and Revised Check List. Peabody Museum, Salem, Mass. 295 pp.
  - Griscom, Ludlow, and Alexander Sprunt, Jr., eds. 1957. The Warblers of America: A Popular Account of the Wood Warblers as They Occur in the Western Hemisphere. Devin-Adair, New York, N.Y. 356 pp.
  - Miller, A. H., Herbert Friedman, Ludlow Griscom, and Robert T. Moore. 1957. «Distributional Check-list of the Birds of Mexico, Part II», Pacific Coast Avifauna 33. Cooper Ornithological Club, Berkeley, Calif. 436 pp.
  - Griscom, Ludlow, and Guy Emerson. 1959. Birds of Martha's Vineyard, with an Annotated Check List. Privately printed, Martha's Vineyard, Mass. 164 pp.